# طعم‌دهنده

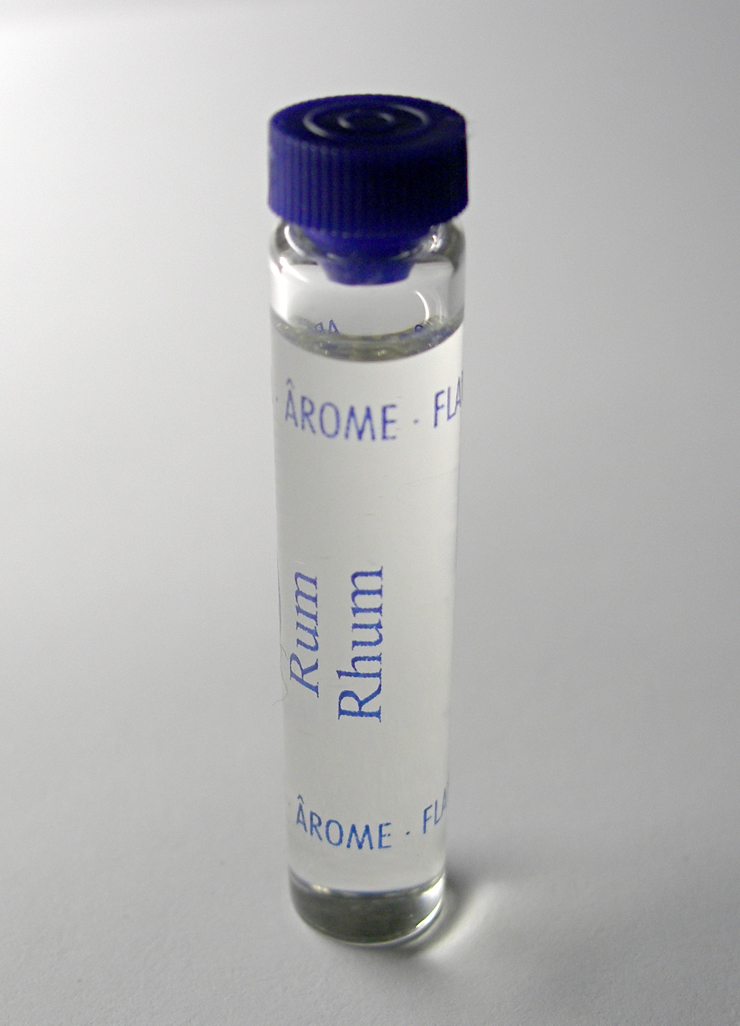
یک طعم‌دهنده

طعم‌دهنده (به انگلیسی: Flavoring)، یک افزودنی غذایی است که برای بهبود طعم یا بوی غذا استفاده می‌شود. این تأثیر ادراکی غذا را که عمدتاً توسط گیرنده‌های شیمیایی سیستم چشایی و بویایی تعیین می‌شود، تغییر می‌دهد. در کنار مواد افزودنی، اجزای دیگری مانند قندها نیز طعم غذا را تعیین می‌کنند.